# Zdravko Hribar
Zdravko Hribar, glasbenik, pedagog, ravnatelj in dirigent, * 27. januar 1948, Matke.

## Življenjepis
Diplomiral je na Akademiji za glasbo Univerze v Ljubljani, s strokovnim nazivom profesor trobente. 6. junija 1996 je opravil program Šole za ravnatelje in ravnateljski izpit. Prvo službo je dobil na Glasbeni šoli v Hrastniku, kjer je ostal štiri leta. 3. septembra 1976 je prevzel mesto ravnatelja na Glasbeni šoli Marjana Kozine v Novem mestu. Na tem položaju je ostal vse do upokojitve v letu 2010.
Poleg redne dejavnosti šole je organiziral večdnevne seminarje z naslovom »Prikaz različnih izobraževalnih metod za izboljšanje tehnike pri igranju trobil«. V letih 1996, 1997 in 2000 gostuje mentor in predavatelj Bo Nilsson (Finska), v letu 2003 James Thompson (ZDA), v letu 2006 Stanko Arnold (Slovenija), Radovan Vlatković (Hrvaška), in Branimir Slokar (Švica).
V nadgradnjo šolske dejavnosti je vključeval tudi prepoznavanje tradicionalne indonezijske kulture in glasbe v slovenskem in evropskem prostoru s predstavitvijo indonezijskih ljudskih instrumentov angklung ter kolintang. Za uspešno delo na tem področju prejme »Častni certifikat« Republike Indonezije.
V letih 2001 in 2007 je organiziral in vodil dva mednarodna simpozija o Marjanu Kozini. Kot glavni urednik je sodeloval pri izdaji dveh zbornikov -»Mednarodni simpozij o Marjanu Kozini ob koncertni izvedbi operete Majda«(2002) in »2. mednarodni simpozij o Marjanu Kozini ob 100-letnici rojstva«(2007) ob koncertni izvedbi operete»Dekle z Jadrana«(nedokončana).
Od leta 2001-2015 je bil član Nacionalne komisije za vsebinsko prenovo glasbenega izobraževanja in za posodobitev izobraževalnih programov, predmetnika in učnih načrtov Glasbena šola (2003) ter programov strokovne gimnazije - Umetniška gimnazija (2013) kot soavtor, vodja in  koordinator predmetnih skupin za trobento, rog, pozavno, tubo in druga konična trobila ter tolkala.
Bil je vključen v Komisijo za pripravo in sprejem Zakona o glasbenih šolah. Po sprejemu Zakona je kot predsednik sodeloval v Komisiji za pripravo pravilnika o šolski dokumentaciji, kot član pa deloval tudi v Komisiji za usklajevanje pravilnikov in drugih izvršilnih predpisov za glasbene šole in v Komisiji za pripravo navodil za izvajanje pouka in kriterijev za dodatni pouk. Dne 20.06.2002 je imenovan v Komisijo za zasebno šolstvo in dne 05.12.2002 v strokovno Komisijo za sistemska vprašanja glasbenega in baletnega izobraževanja.
V študentskih letih se je vključil v glasbeno mladino, bil je predsednik Društva glasbene mladine v Novem mestu in predsednik Glasbene mladine Slovenije, kjer je uspešno širil svoje glasbeno izobraževalno poslanstvo. Nastopal je kot glasbenik v ansamblu Orioni, pri Fantih z vseh vetrov ter v Dolenjskem kvintetu trobil, katerega je leta 1989 tudi ustanovil.
Tri mandate je vodil strokovni odbor za glasbeno dejavnost ZKO Novo mesto in en mandat predsedoval Zvezi kulturnih organizacij Novo mesto. Njegovo strokovno delo je bilo usmerjeno predvsem v nadgradnjo glasbene šole in glasbenega izobraževanja ter v kvalitetno rast ljubiteljskih društev in skupin. Vrsto let je bil predsednik aktiva glasbenih šol Dolenjske in član izvršnega odbora Zveze slovenskih glasbenih šol.
22. oktobra 2011 je bil imenovan za člana Strokovnega sveta Republike Slovenije za splošno izobraževanje. Novembra 2011 ga je Strokovni svet RS za splošno izobraževanje imenoval za predsednika Komisije za glasbeno šolstvo in kasneje še za predsednika komisije za strokovne izpite - za učitelje in korepetitorje v glasbenih šolah. Je soavtor Bele knjige o vzgoji in izobraževanju v Republiki Sloveniji 2011.

## Glasbenik in skladatelj
- Pojoči škrat, izbor pesmi za otroke, izbral, uredil in soavtor pesmi[19]
- Sem deklica mlada vesela, 1989 (ljudska), priredba za komorni orkester
- Miniatura, (1990), za komorni orkester
- Pesem srečnega popotnika, 1991, avtor glasbe in aranžmaja za simfonični orkester[20]
- Aleluja,1992, aranžma za simfonični orkester
- Slikar, (Pojoči škrat 1988, pesmica za otroški zbor), avtor glasbe
- Na Otočcu,1971, (polka), avtor glasbe
- Čez Goriška brda,1971, (polka), avtor glasbe
- Redakcija: dopolnil in uredil partituro ter orkestrski material za opereto »Majda« skladatelja Marjana Kozine[21]

## Dirigent
Je ustanovitelj Novomeškega simfoničnega orkestra, katerega je kot dirigent in programski vodja vodil 16 let. Čeprav orkester deluje v okviru glasbene šole, si je pridobil naziv »Novomeški simfonični orkester«, saj je s svojimi uspehi dokazal, da si zasluži to ime. V času njegovega vodenja se je orkester uspešno preizkusil v simfoničnem repertoarju (A. Bruckner, G. Enescu, E. Grieg), v operno - operetnem žanru (M. Kozina, J. Ipavec, V. Parma), v sakralni (I. Hladnik) in popularni glasbi (J. Williams, B. Adamič). Pod njegovim vodstvom je Novomeški simfonični orkester slovenskemu občinstvu prvič predstavil Enescujevo»Drugo romunsko rapsodijo«.
Orkester je v tem času izvedel kar nekaj krstnih izvedb iz doslej prezrte zakladnice naše glasbene klasike (npr.»Menuet« Josipa Ipavca). Posebno skrb je bila namenjena opusom skladateljev, katerih življenje in delo sta povezana z Novim mestom. Z orkestrom je posnel in izdal sedem zgoščenk, Slavnostno mašo »Missa solemnis - op.38« Ignacija Hladnika (skupaj z MePZ Krka), premierno izvedel opereto»Majda« skladatelja Marjana Kozine ter opereto »Caričine amazonke« skladatelja Viktorja Parme. Opereta v treh dejanjih »Ženin v zagati« skladatelja Viktorja Parme je projekt s katerim se je v šolskem letu 2010/11 po 35 letih ravnateljevanja na Glasbeni šoli Marjana Kozine Novo mesto tudi slavnostno poslovil.

## Diskografija
- Fantje z vseh vetrov: Na Otočcu, 1971, (izvajalec in avtor)
- Ignacij Hladnik: vokalno-instrumentalne skladbe, 1992, (izvajalec in producent)
- Novomeški simfonični orkester, 1994, (dirigent in producent)
- Marjan Kozina: opereta Majda, 2001, (dirigent in producent)
- Viktor Parma: opereta Caričine Amazonke, 2004, (dirigent in producent)
- Novomeški simfonični orkester, 1995, (dirigent in producent)
- Novomeški simfonični orkester, 1996, (dirigent in producent)

## Izbrana bibliografija
1. Marjan Kozina: [(1907-1966): zbornik]. Novo mesto: Glasbena šola Marjana Kozine, 2007. (COBISS)
2. Kozina, Marjan (skladatelj). Dobra volja je najbolja!: faksimile notnega gradiva Tri pesmi iz filma Kekec. Novo mesto: Knjižnica Mirana Jarca, 2007. (COBISS)
3. Simfonični orkester Novo mesto. [Novo mesto]: Glasbena šola Marjana Kozine, p [2006]. 1 CD (45 min, 42 sek), stereo. (COBISS)
4. Simfonični orkester Novo mesto. [Novo mesto]: Glasbena šola Novo mesto, p [2006]. 1 CD (36 min, 37 sek), stereo. (COBISS)
5. Parma, Viktor (skladatelj). Caričine amazonke. Ljubljana: Inštitut za civilizacijo in kulturo, 2005. 2 CD-ja (56 min, 9 sek; 57 sek, 27 sek), stereo. (COBISS)
6. Kozina, Marjan (skladatelj). Majda: (opereta - koncertna izvedba). Novo mesto: Glasbena šola Marjana Kozine, [2002]. 1 CD (61 min, 42 sek). (COBISS)
7. Simfonični orkester Novo mesto. [Ljubljana]: Edition Bizjak, p 1994. 1 CD (41 min, 27 sek), stereo, ddd.  (COBISS)
8. 17. tekmovanje učencev in študentov glasbe SR Slovenije, Novo mesto, od 16. do 19. marca1988: [tekmovalne discipline] pihala, solopetje, harmonika. [Ljubljana]: Zveza društev glasbenih pedagogov Slovenije, 1988. [46] str. (COBISS)
9. 40-let Glasbene šole "Marjana Kozine" Novo mesto. Novo mesto: Glasbena šola Marjana Kozine, 1986. 74 str., ilustr. (COBISS)
10. Poročilo o delu glasbene šole v šolskih letih 1981/82, 1982/83 in 1983/84. Novo mesto: Glasbena šola "Marjan Kozina", 1985. 44 str., ilustr. (COBISS)
11. Poročilo o delu glasbene šole v šolskem letu 1978/79. Novo mesto: Glasbena šola, 1979. 26 str., ilustr. (COBISS)
12. Poročilo o delu glasbene šole v šolskem letu 1977/78. Novo mesto: Glasbena šola "Marjan Kozina", 1978. 29 str., ilustr. (COBISS)
13. Na Otočcu. Beograd: Produkcija gramofonskih ploča Radio-Televizije Beograd, [1971].1 gramofonska plošča, 45 o/m, mono. http://www.dlib.si/details/URN:NBN:SI:snd-JOV9A36J. (COBISS)

## Pomembnejše nagrade in priznanja
- Odličje Zveze kulturnih organizacij Novega mesta 1993 za uspehe pri oblikovanju in izgradnji glasbene kulture v Novem mestu
- Odličje svobode s srebrnim listom Zveze kulturnih organizacij Slovenije
- Županovo priznanje 1997 za dosežke na področju kulture
- Trdinova nagrada za najvišje dosežke na kulturnem področju v Mestni občini Novo mesto (2004)
- Plaketa Glasbene šole Marjana Kozine Novo mesto 2005 za vodenje in ustvarjalni razvoj Novomeškega simfoničnega orkestra
- Priznanje Mestne občine Novo mesto 2006 za dolgoletno uspešno umetniško vodenje Novomeškega simfoničnega orkestra
- leta 2003, na podlagi glasovanja v časopisu Novi medij, proglašen za »Najmeščan Novega mesta«[29]
- leta 2007 Zveza Slovenskih glasbenih šol Zdravku Hribarju za življenjsko delo podeli najvišje priznanje na področju glasbenega izobraževanja »nagrada Frana Gerbiča« za izjemne pedagoške in organizacijske dosežke na področju glasbene vzgoje in izobraževanja[30]
- V imenu Vlade Republike Indonezije veleposlanik Republike Indonezije za Slovenijo 7. Aprila 2008 Zdravku Hribarju preda »Častni certifikat Republike Indonezije« za trud in zvestobo na področju prepoznavanja tradicionalne indonezijske kulture in glasbe v Sloveniji